# The Circle Maker
The Circle Maker è un album doppio in studio del compositore jazz statunitense John Zorn, pubblicato il 17 marzo 1998 dalla Tzadik Records.

## Descrizione
L'album è suddiviso in due parti: Issachar e Zevulun.

### Issachar
Issachar contiene 18 composizioni del primo libro delle composizioni Masada performate dal Masada String Trio.

### Zevulun
Zevulun contiene 11 composizioni del primo libro delle composizioni Masada performate dal Bar Kokhba Sextet.

## Tracce

### Issachar
Musiche di John Zorn.
1. Tahah (75° composizione) – 2:30
2. Sippur (202° composizione) – 3:21
3. Karet (185° composizione) – 1:21
4. Hadasha (16° composizione) – 5:36
5. Taharah (197° composizione) – 3:51
6. Mispar (203° composizione) – 2:47
7. Ratzah (82° composizione) – 4:36
8. Zebdi (37° composizione) – 1:51
9. Yatzar (201° composizione) – 8:14
10. Malkhut (178° composizione) – 1:57
11. Hodaah (180° composizione) – 3:49
12. Elilah (158° composizione) – 3:21
13. Meholalot (189° composizione) – 4:54
14. Kochot (205° composizione) – 4:58
15. Lachish (54° composizione) – 1:30
16. Shidim (125° composizione) – 4:32
17. Aravot (177° composizione) – 2:58
18. Moshav (193° composizione) – 5:06

Durata totale: 67:12

### Zevulun
Musiche di John Zorn.
1. Lilin (170° composizione) – 6:58
2. Hazor (28° composizione) – 4:45
3. Kisofim (108° composizione) – 7:23
4. Khebar (166° composizione) – 4:54
5. Laylah (153° composizione) – 2:57
6. Teli (198° composizione) – 4:14
7. Tevel (172° composizione) – 4:27
8. Eitan (175° composizione) – 2:02
9. Ner Tamid (186° composizione) – 2:38
10. Idalah-Abal (42° composizione) – 7:41
11. Gevurah (132° composizione) – 6:51

Durata totale: 54:50

## Formazione

### Masada String Trio
- John Zorn – direzione musicale
- Mark Feldman – violino
- Erik Friedlander – violoncello
- Greg Cohen – contrabbasso

### Bar Kokhba Sextet
- John Zorn – direzione musicale
- Mark Feldman – violino
- Erik Friedlander – violoncello
- Greg Cohen – contrabbasso
- Marc Ribot – chitarra elettrica
- Cyro Baptista – percussioni
- Joey Baron – batteria